# Wildparkstadion
Le Wildparkstadion, ou pour des raisons de sponsoring BBBank Wildpark, est un stade de football allemand situé à Karlsruhe. Il est le stade du Karlsruhe SC. Le stade est en cours de rénovation, sa capacité est actuellement de 34 302 places.
Le site utilisé par le stade est situé au nord-est du Château de Karlsruhe, il fait partie d'un complexe sportif avec terrains d'entrainement et terrains de tennis. Il accueille des matchs de football depuis 1922 bien que le stade ait été construit en 1955 et avait une capacité de 55 000 places.
Depuis 2018, le stade commence à être déconstruit, pour être remplacé par une nouvelle enceinte entièrement couverte, destinée au football et devant atteindre les 34 302 places,.

## Histoire

### Ancien stade

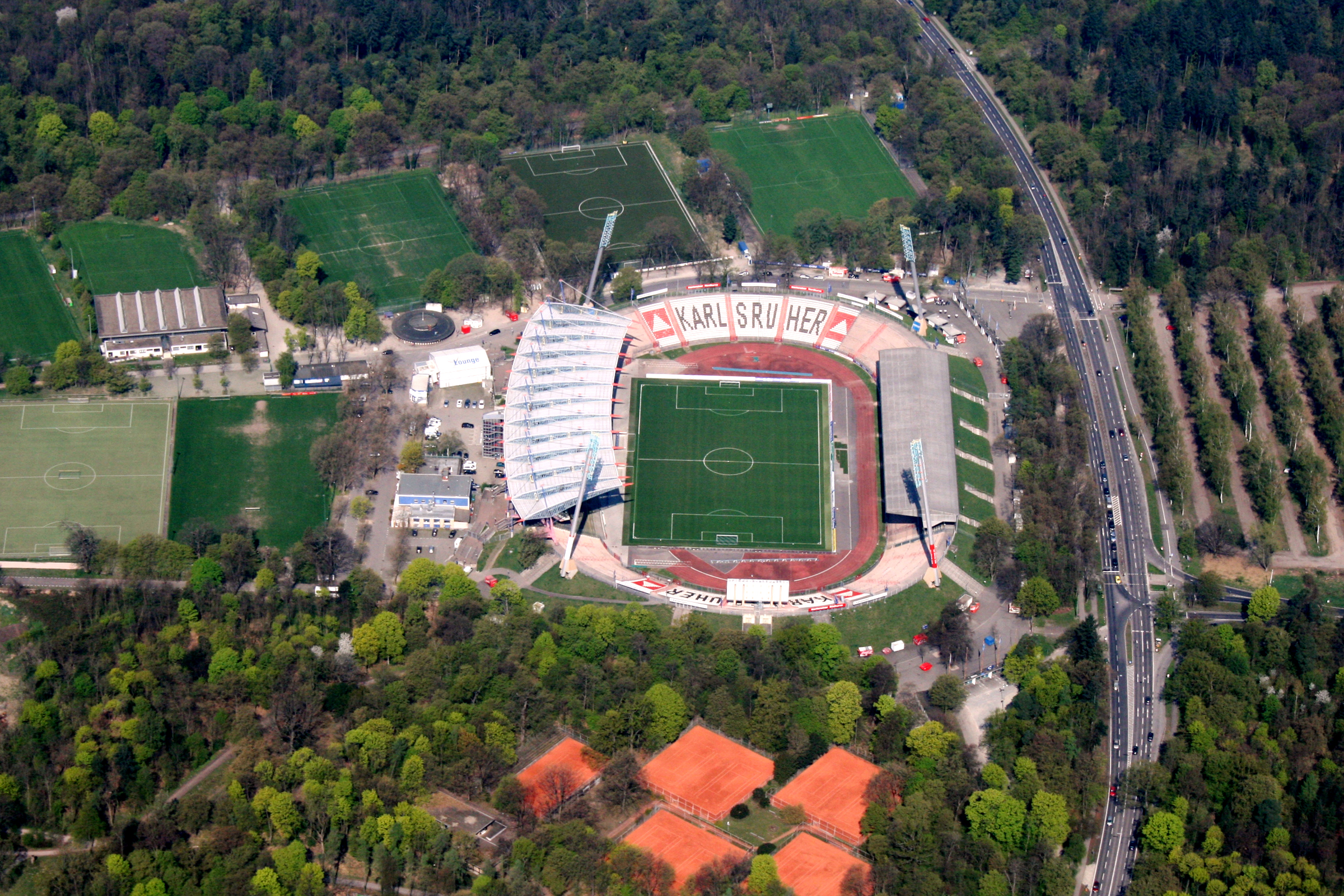
Vue aérienne de l'ancien stade

En 1921, le FC Phönix, l'un des deux clubs prédécesseurs du Karlsruhe SC, reçut un bail de la ville pour cinquante ans à Hardtwald, une forêt au bord de la ville. Le club y installe trois terrains de football, deux courts de tennis, une piste d'athlétisme de 400 mètres ainsi que des installations de lancer et de saut. Après la fusion du FC Phönix et du VfB Mühlburg pour former le Karlsruhe SC en 1952, la construction d'un stade moderne a commencé à la place des installations de Phönix, qui avaient maintenant 30 ans.
Le premier événement fut une rencontre internationale d'athlétisme le 17 juillet 1955 et le 7 août 1955, le stade est officiellement remis au Karlsruher SC lors d'un match, devant 45 000 spectateurs, le KSC, récent vainqueur de la coupe d'Allemagne, a fait match nul 2 à 2 face au champion d'Allemagne en titre, le Rot-Weiss Essen.
Dans les années 1950, le Wildpark Stadion était considéré comme l'un des stades les plus modernes de son époque en Allemagne. La tribune opposée a été agrandie dans les années 1970 et un écran vidéo a été installé en 1986, l'un des plus modernes d'Europe à l'époque. En préparation de la transformation prévue en stade de football pur, un chauffage au sol a été installé à l'été 2007 et les pistes d'athlétisme ont été partiellement supprimées.
Au début des années 1990, la construction d'une nouvelle tribune a été le dernier changement structurel majeur du stade. La tribune peut accueillir un maximum de 6 400 spectateurs et 24 loges. L'inauguration de la nouvelle tribune a eu lieu en 1993 avec une victoire 3 à 0 du Karlsruher SC face au Borussia Dortmund.

### Projets d'un nouveau stade
Au printemps 2006, la ville de Karlsruhe et le club annoncent que le stade serait converti en un stade uniquement destiné au football entre mai 2007 et août 2008 avec environ 35 000 à 40 000 places couvertes (dont 5 000 debout). La tribune principale du Wildpark resterait et serait intégrée dans la nouvelle arène.
Cependant, le 23 août 2006, les responsables du KSC ont dû admettre lors d'une conférence de presse que le club ne pouvait pas participer financièrement à la rénovation du stade.
Après des mois de négociations entre la ville et le club sur le financement du projet de reconversion estimé à 58 millions d'euros, le conseil municipal de Karlsruhe a voté le 27 février 2007 à une large majorité pour la réalisation du projet de construction. Le concept de financement prévoyait une répartition des coûts entre la ville et le Land de Bade-Wurtemberg.
Le début de la construction initialement prévu à l'été 2007 n'a pas pu être tenu, selon les plans ultérieurs, la conversion devait commencer à l'été 2009.
Entre-temps, l'Institut de technologie de Karlsruhe avait manifesté son intérêt pour l'acquisition des terrains afin de pouvoir s'agrandir. Cela aurait brisé les plans de rénovation. Il faudrait alors trouver un nouvel emplacement pour construire une nouvelle arène de football, ce qui avait déjà été suggéré dans le passé par des politiciens locaux et des membres du KSC.
En octobre 2014, le KSC et la ville de Karlsruhe ont annoncé que les plans de conversion seraient rejetés au profit d'un nouveau bâtiment pour des raisons économiques. 
Finalement le 19 juillet 2016, le conseil municipal décide à la majorité de construire un nouveau stade. Les coûts de construction prévus ont été estimés à 113 millions d'euros pour l'ensemble du projet. Le stade doit être construit au même endroit sans arrêter l'activité du club. Le délai de construction était de 24 à 30 mois, la capacité prévue de 35 000 places. Le début de la démolition a ensuite été reporté à octobre 2018, le début de la conversion proprement dite à novembre 2019. Les coûts de construction attendus se sont élevés à 123 millions d'euros.

### Nouveau stade

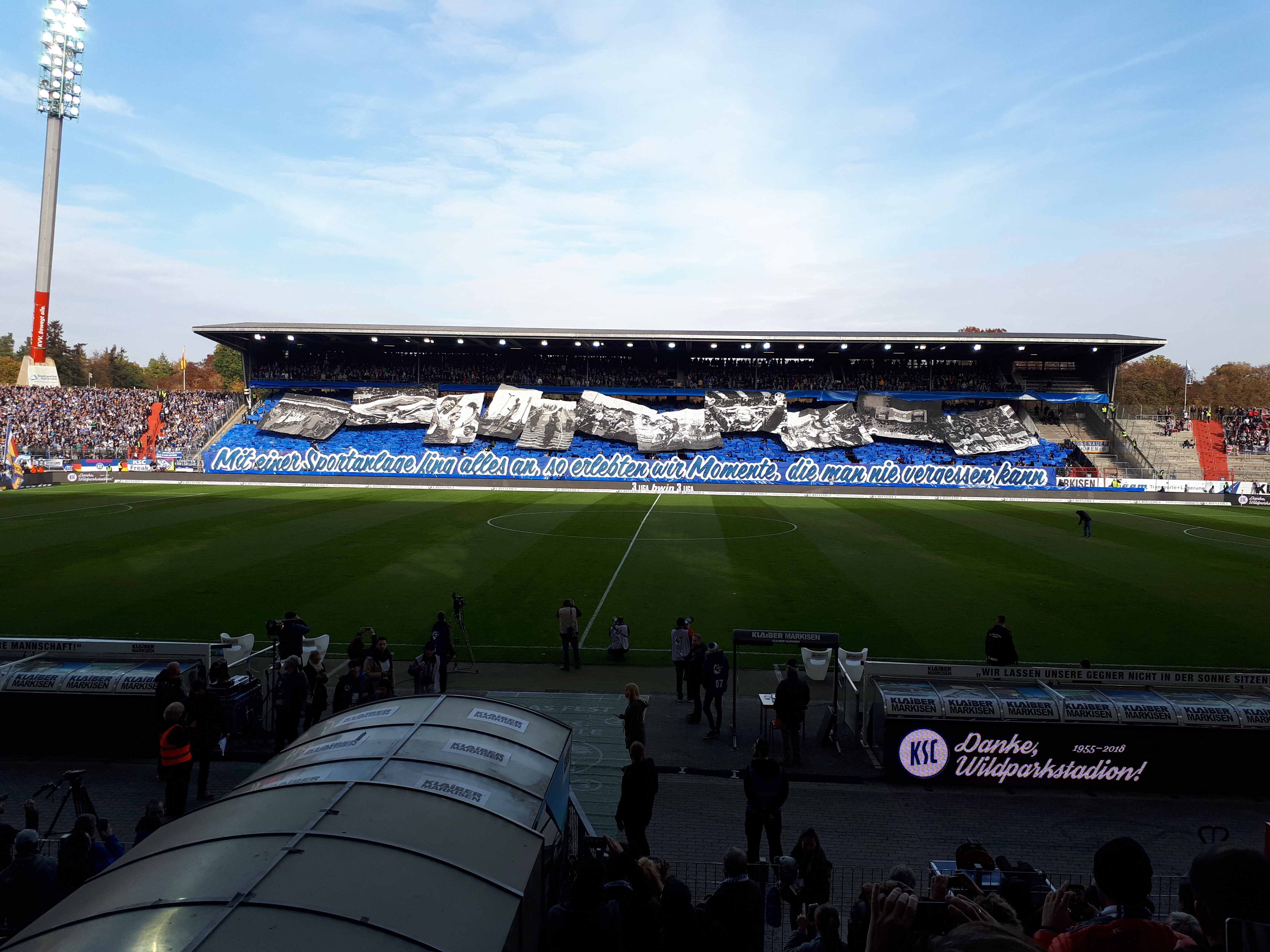
Choréographie lors du match d'adieu de l'ancien stade

Le 3 novembre 2018 a lieu le match de troisième division contre les Würzburger Kickers en tant que "match d'adieu" à l'ancien stade, sous la devise Merci, Wildparkstadion !. Deux jours plus tard les travaux de transformation commencent sans gêner les matchs du KSC.
Tout d'abord, la tribune Nord a été démolie et remplacée par une tribune temporaire qui offrait 5 000 places debout. Pendant l'inter-saison en 2019, la tribune Sud a également été démolie et remplacée par une tribune temporaire de 4 500 places. La démolition de la tribune opposée a commencé en août 2019. Le 9 décembre 2019, après plus d'un an de travaux préparatoires, la première pierre du nouveau stade est posée, en commençant par la tribune opposée. Les tribunes provisoires devaient alors être démontées les unes après les autres et remplacées par les nouvelles tribunes.
En juin 2020, il a été décidé de démonter la tribune sud temporaire afin de permettre une transition ininterrompue des travaux de construction de la tribune opposée vers la nouvelle tribune sud. La tribune opposée devrait être terminée mi-septembre 2020. Cela a été rendu possible car en raison de la pandémie de Covid-19 les matchs de championnat se déroulèrent à huis clos. La tribune Sud a été achevée à la mi-2021. En mai 2021, la construction de la nouvelle tribune principale a commencé.
Pour la saison 2021-2022, les spectateurs ont été à nouveau admis, ils pouvaient s'installer sur les tribunes opposée et Sud. Le démontage de la tribune Nord temporaire a été achevé en octobre 2021, après quoi la construction de la nouvelle tribune y a commencé.
La zone debout pour les supporters du KSC est passée de la tribune opposée le long du terrain derrière le but sur la tribune Sud. La zone réservée aux spectateurs visiteurs, qui se trouvait dans l'ancien Wildpark dans le coin sud-est, se trouve maintenant dans le coin nord-est. Un pont a été construit derrière la zone réservée aux visiteurs leur permettant d'accéder directement au nouveau parking visiteur.
Le 19 juillet 2023, le stade entièrement terminé avec 34 302 places est inauguré avec une rencontre du KSC contre Liverpool FC.

## Evènements

### Matchs internationaux
L'ancien Wildpark Stadion a vu six matchs internationaux chez les hommes et une rencontre internationale chez les femmes.
| Équipe d'Allemagne de football          | Équipe d'Allemagne de football | Équipe d'Allemagne de football | Équipe d'Allemagne de football | Équipe d'Allemagne de football |
| Date                                    | Match                          | Match                          | Match                          | Résultats                      |
| --------------------------------------- | ------------------------------ | ------------------------------ | ------------------------------ | ------------------------------ |
| 16 novembre 1955                        | Allemagne                      | –                              | Norvège                        | 2:0 (2:0)                      |
| 23 décembre 1962                        | Allemagne                      | –                              | Suisse                         | 5:1 (2:1)                      |
| 24 avril 1965                           | Allemagne                      | –                              | Chypre                         | 5:0 (3:0)                      |
| 22 février 1967                         | Allemagne                      | –                              | Maroc                          | 5:1 (2:0)                      |
| 12 juin 1971                            | Allemagne                      | –                              | Albanie                        | 2:0 (2:0)                      |
| 13 octobre 1993                         | Allemagne                      | –                              | Uruguay                        | 5:0 (3:0)                      |
| Équipe d'Allemagne féminine de football |                                |                                |                                |                                |
| Date                                    | Match                          | Match                          | Match                          | Résultat                       |
| 23 novembre 2006                        | Allemagne                      | –                              | Japon                          | 6:3 (3:0)                      |

### Finales de coupes
- Le 5 août 1956, le Karlsruhe SC remporte sa deuxième finale de Coupe d'Allemagne successive en battant Hambourg SV 3 à 1.
- Le 1er août 1978, a lieu la finale retour de la Coupe intercontinentale 1977 entre le Borussia Mönchengladbach (qui remplace le Liverpool FC) contre les Argentins de Boca Juniors. Les Sud-Américains l'emportent sur l'ensemble des deux matchs 5 à 2.
- Le 31 juillet 1990, le Bayern Munich remporte la finale de la Supercoupe d'Allemagne de football 1990 en battant le 1. FC Kaiserslautern 4 à 1.

### Autres matchs mémorables

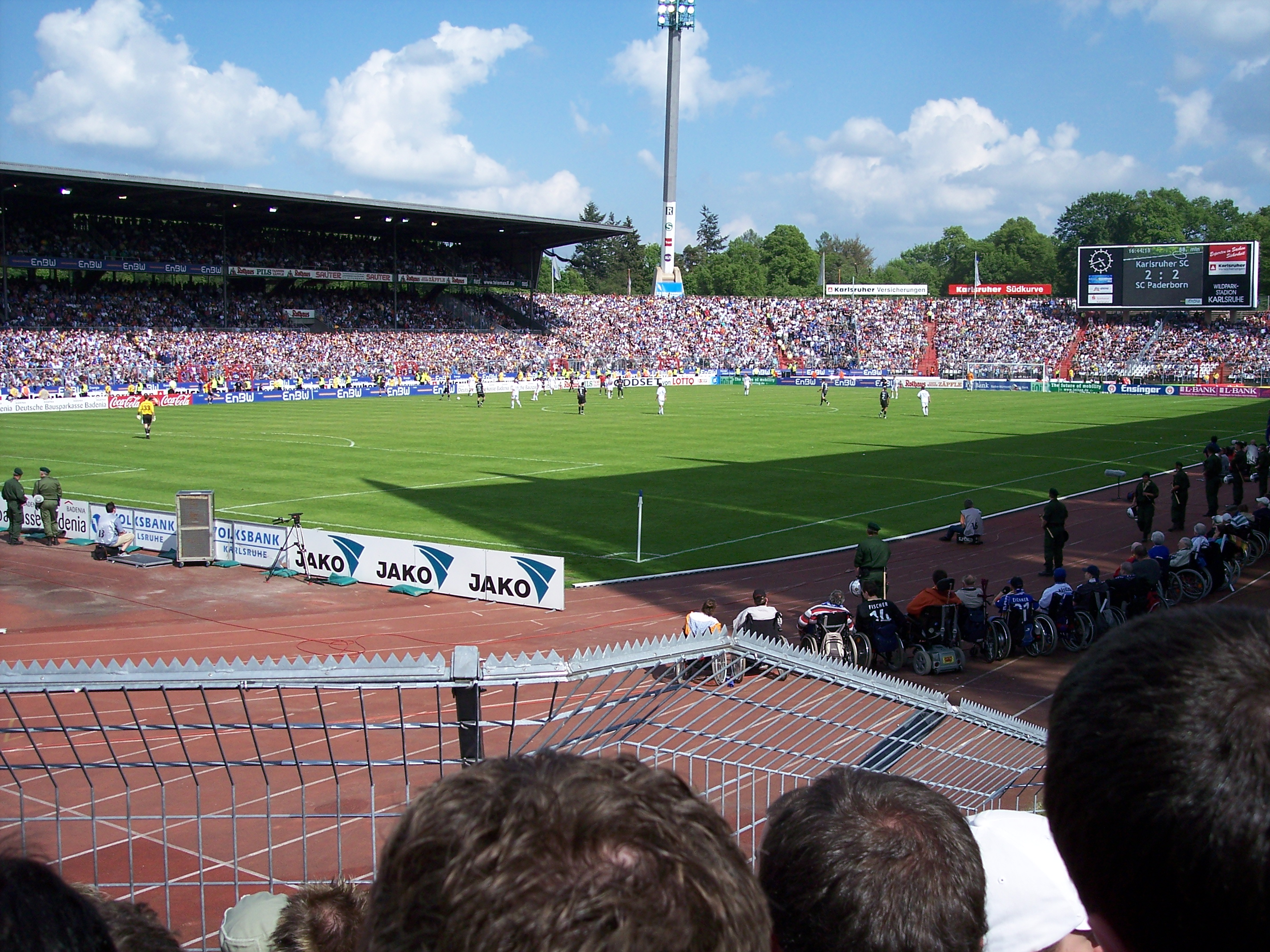
Match du KSC dans l'ancien stade

- Le 2 novembre 1993, le Karlsruhe SC bat le Valencia CF dans un match retour de Coupe UEFA par 7 à 0 après avoir perdu le match aller 3 à 1, et se qualifie pour le tour suivant. Le match est nommé le miracle de Wildpark[7].
- Dans les années 90, le KSC gagne 3 à 0 dans une rencontre de Coupe UEFA contre les Girondins de Bordeaux avec Zinedine Zidane, puis plus tard également 3 à 0 contre l'AS Roma.
- Le 2 mai 1998, le KSC dispute son dernier match de Bundesliga à domicile lors de l'avant dernière journée, en battant le VfB Stuttgart 4 à 2, le club sera toutefois relégué en fin de saison.
- Le 3 novembre 2018, lors d'un match de troisième division le KSC dispute son dernier match dans l'ancien stade devant 24 317 spectateurs, ensuite a lieu une cérémonie d'adieu[8].